# Andrea Frandsen
Andrea Frandsen (ur. 1957 na Møn) – duńska lutniczka.

## Życiorys
Lutnictwa uczyła się na terenie Wielkiej Brytanii, w Newark-on-Trent. Dyplom z wyróżnieniem otrzymała w 1985 i przez trzy lata pracowała w niemieckim zakładzie zajmującym się renowacją instrumentów muzycznych. Zapoznała się wówczas z budową klasycznych włoskich instrumentów smyczkowych. W 1988 założyła wraz z Patrickiem Robinem Atelier Robin & Frandsen w Angers. Tworzy skrzypce, altówki i wiolonczele inspirowane tradycjami XVI-, XVII- i XVIII-wiecznymi. Publikuje artykuły w wydawnictwach fachowych i zasiada w jury konkursów lutniczych. W 2016 była jurorką na XIII Międzynarodowym Konkursie Lutniczym im. Henryka Wieniawskiego w Poznaniu.

## Nagrody i członkostwo
Zdobyła nagrody na międzynarodowych konkursach w Paryżu (1991, złoty medal za altówkę) i Oakland (1994, złoty medal za skrzypce). W 2004 była finalistką Wiolonczelowego Konkursu Lutniczego w Manchesterze. W 2008 została kawalerem Narodowego Orderu Zasługi. W 2013 otrzymała tytuł Maître Artisan d'art. Jest członkinią Entente Internationale des Luthiers et Archetiers, a także Association des Luthieres et Archetieres pour le Développement de la Facture Instrumentale, jak również Violin Society of America.